# Agave karatto
Agave karatto ist eine Pflanzenart aus der Gattung der Agaven (Agave) in der Unterfamilie der Agavengewächse (Agavoideae).

## Beschreibung
Agave karatto wächst als einzelne Rosette. Ihre (gräulich-)grünen, aufrechten, übergebogenen Laubblätter sind lanzettlich, spitz und oben konkav. Sie sind 130 bis 175 Zentimeter lang und etwa 20 Zentimeter breit. Die Blattränder sind fast gerade oder seicht konkav und anfangs rötlich gefärbt. Sie sind mit dreieckigen, bräunlichen, geraden oder unterschiedlich gebogenen oder zurückgeschlagen Randzähnen besetzt, die meist 5 bis 15 (selten 20) Millimeter auseinander stehen und 2 bis 3 Millimeter lang sind. Die Blätter enden in einem schwarzen, gefurchten Enddorn von 1 bis 1,5 Zentimeter Länge.
Der 5 bis 10 Meter hohe längliche Blütenstand ist rispig. Die ausgebreiteten Teilblütenstände befinden sich im oberen Drittel des Blütenstandes. Sie tragen reichlich Bulbillen. Die Einzelblüten sind 60 bis 65 Millimeter lang. Ihre goldgelben Tepalen besitzen 22 Millimeter lange Zipfel. Die offen konische Blütenröhre ist 7 Millimeter lang.
Die gestielten Früchte sind breit länglich und kurz geschnäbelt. Sie sind bis zu 4,5 Zentimeter lang und 2 Zentimeter breit.

## Systematik und Verbreitung
Agave karatto ist auf den Inseln unter dem Winde (Antillen) verbreitet.
Die wissenschaftliche Erstbeschreibung wurde 1768 von Philip Miller veröffentlicht.

## Nachweise